# Saint-Chély-d'Apcher
Saint-Chély-d'Apcher är en kommun i departementet Lozère i regionen Occitanien i södra Frankrike. Kommunen ligger i kantonen Saint-Chély-d'Apcher som tillhör arrondissementet Mende. År 2022 hade Saint-Chély-d'Apcher 4 025 invånare.

## Befolkningsutveckling
Antalet invånare i kommunen Saint-Chély-d'Apcher
| Referens: INSEE |